# Hugo Krautter
Hugo Krautter (* 14. März 1928 in Unterweissach, Württemberg; † 1. April 2008 ebenda) war ein deutscher Steinmetzmeister und Bildhauer. Besonders bekannt wurde er durch seine Zierbrunnen und Sonnenuhren.

## Leben
Hugo Krautter wurde kurz vor dem Ende des Zweiten Weltkriegs 1945 zur deutschen Wehrmacht eingezogen und diente als Soldat. Nach Kriegsende und Gefangenschaft absolvierte er eine Lehre zum Steinmetz. Nach der Ausbildung gründete er einen eigenen Betrieb in Unterweissach. Zunächst beschränkte sich Krautter auf Grabmäler, doch schon bald begann er sich für Brunnen und Sonnenuhren zu interessieren. Bis zu seiner Pensionierung schuf Krautter viele Zierbrunnen und Sonnenuhren für Kommunen und Privatleute in der Region Stuttgart. Die meisten seiner Werke befinden sich in öffentlichen Grünanlagen. Bemerkenswert ist der 1982 geschaffene Dorfbrunnen in Wattenweiler mit Sprüchen und Motiven aus dem deuterokanonischen Buch Jesus Sirach. Der Theologe Siegfried Kettling urteilte über den Brunnen: "Kunstwerk ist er, Meisterstück des Handwerks und Bild der Besinnung".
Hugo Krautter war mit Lieselotte (1929–1994) verheiratet. Aus der Ehe gingen mehrere Kinder hervor, die den Steinmetzbetrieb jedoch einige Jahre nach Krautters Tode auflösten.

## Werk (Auswahl)
- Fischbrunnen Unterweissach (1960)
- Weltzeituhr in Unterweissach[4]
- Dorfbrunnen mit Sonnenuhr, Oberweissach
- Dorfbrunnen Wattenweiler (1982)
- Dorfbrunnen in Cottenweiler
- Sonnenuhr auf dem Schüttberg, Waldrems
- Dorfbrunnen, der deutsch-französischen Freundschaft gewidmet anlässlich der Städtepartnerschaft Maubach-Vernosc (1995)[5]
- Sonnenuhr auf dem Gelände der Akademie für Datenverarbeitung, Böblingen
- Sonnenuhr in Form einer Litfaßsäule in Pleidelsheim
- Globus-Sonnenuhr im Park der Klinik Löwenstein
- Stele 7 fette und 7 magere Jahre in Backnang
- Hut-Sonnenuhr Friedhof Unterweissach

## Bilder

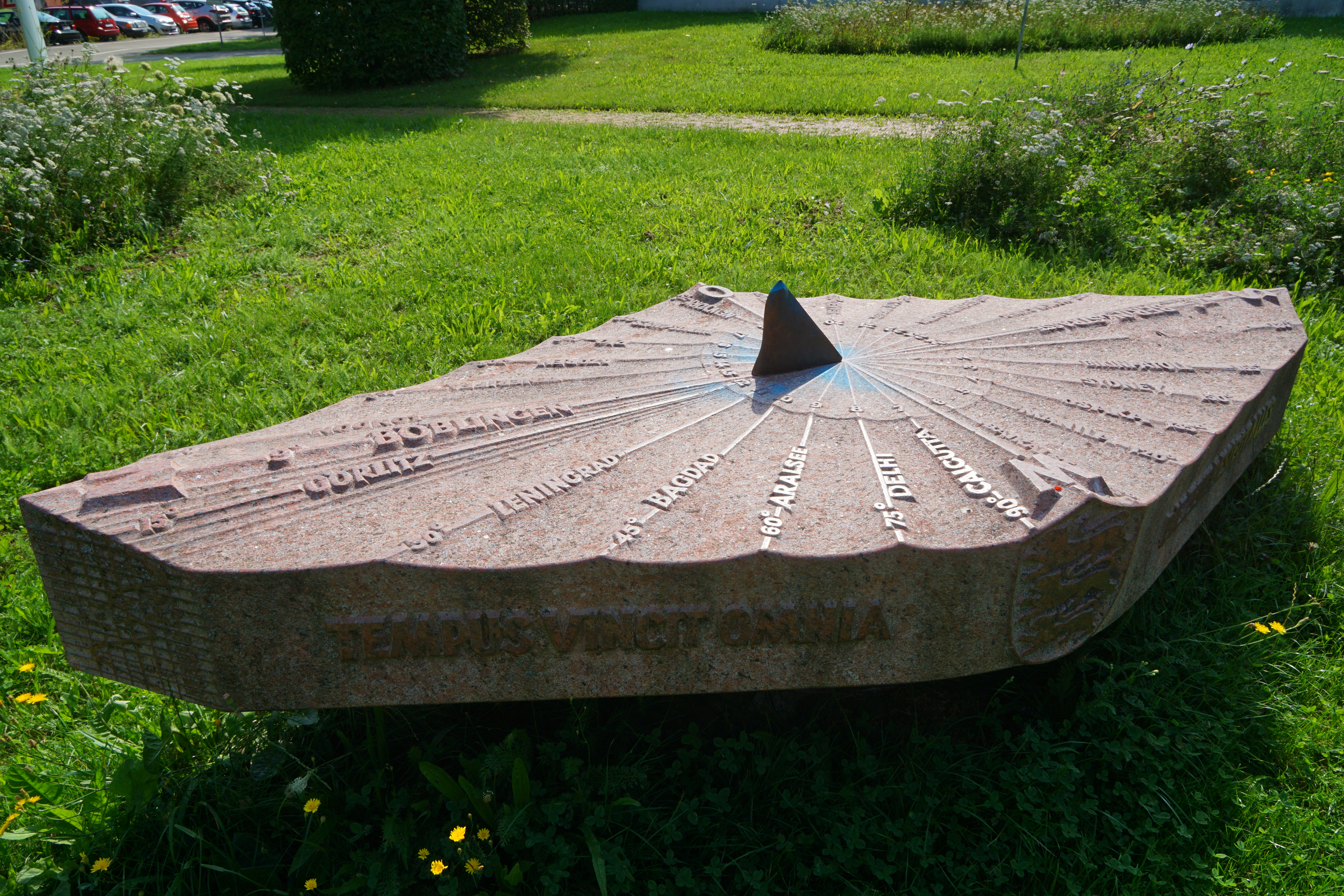
Sonnenuhr an der Akademie für Datenverarbeitung, Böblingen
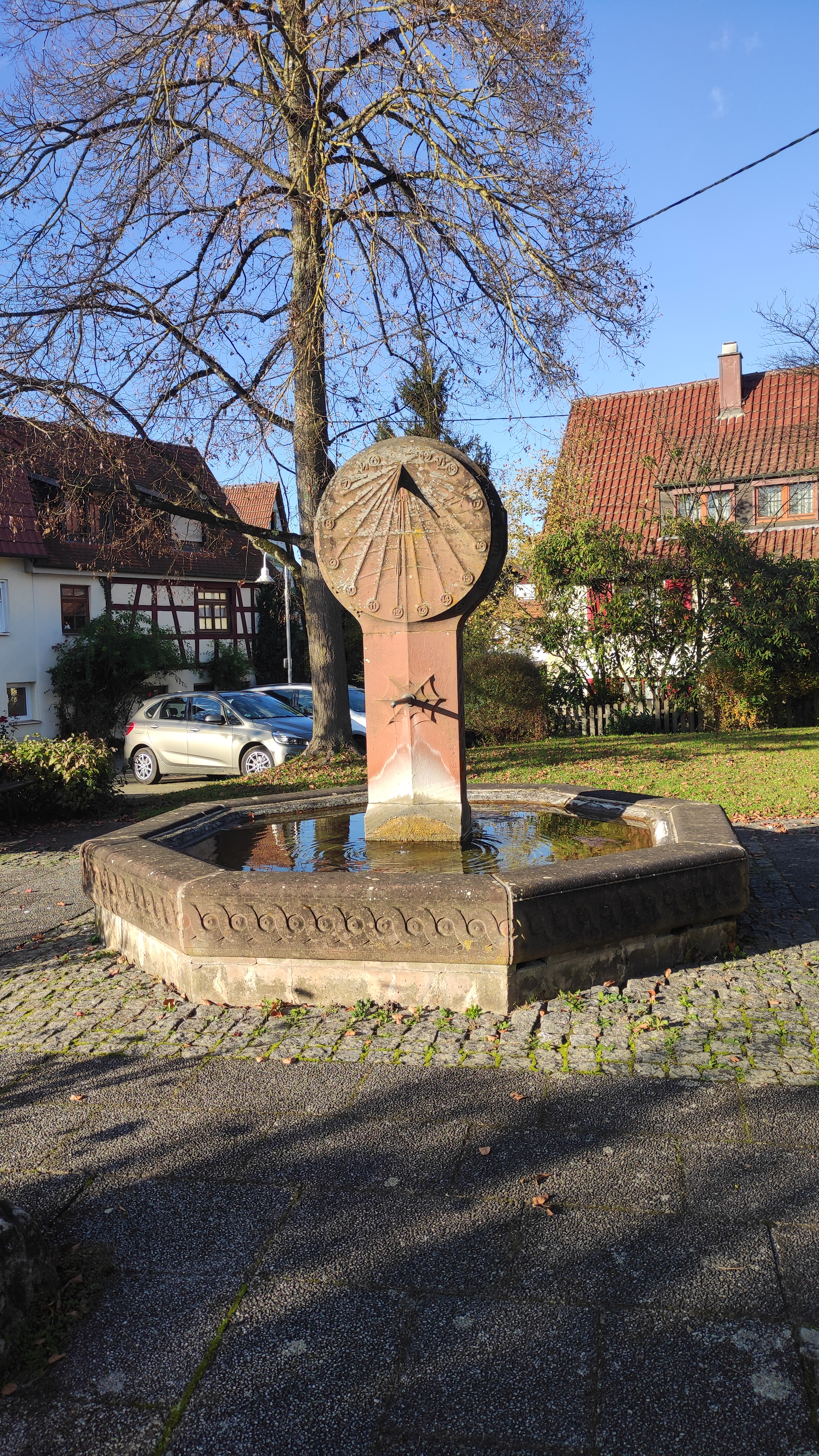
Brunnen mit Sonnenuhr, Oberweissach
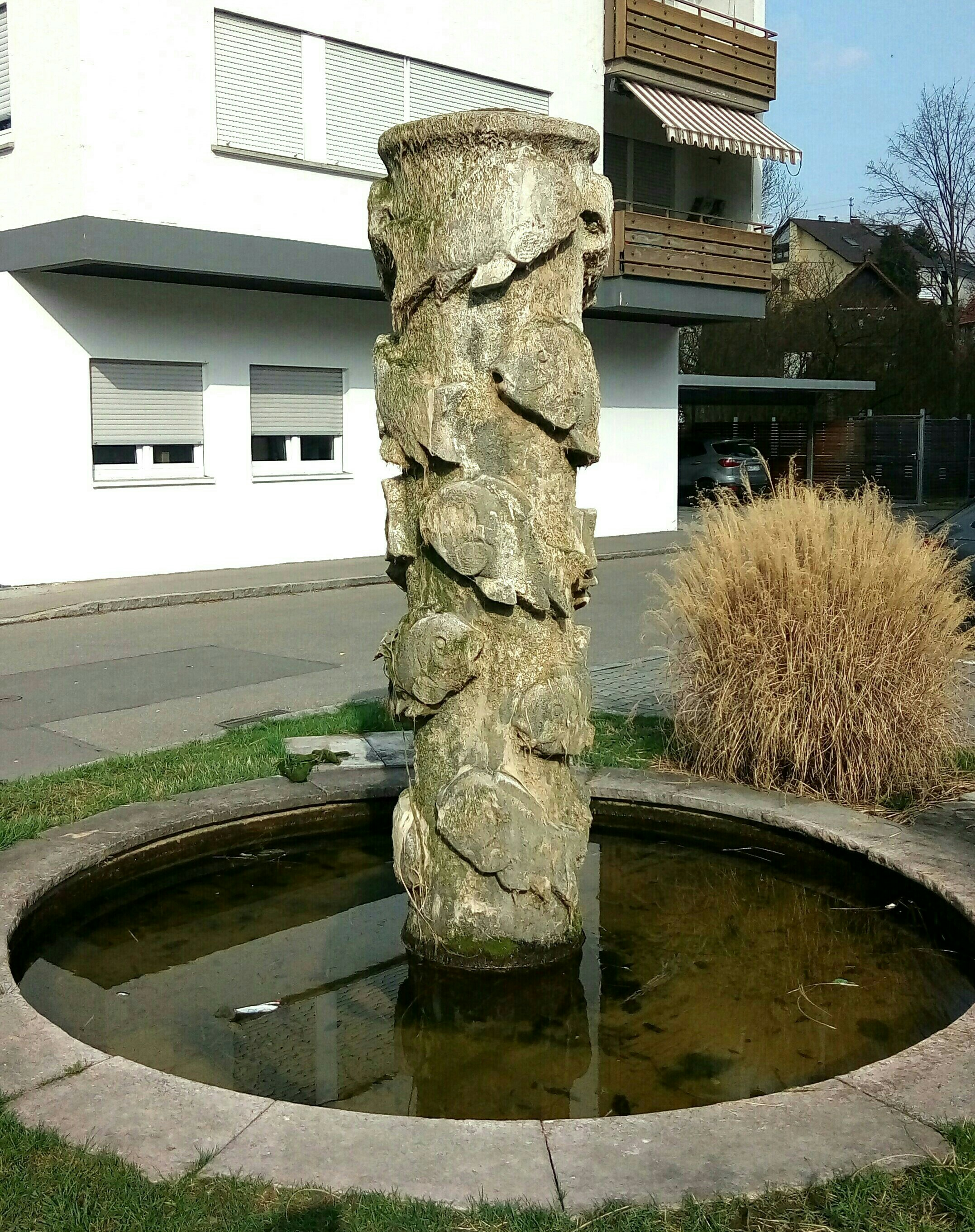
Fischbrunnen in Unterweissach
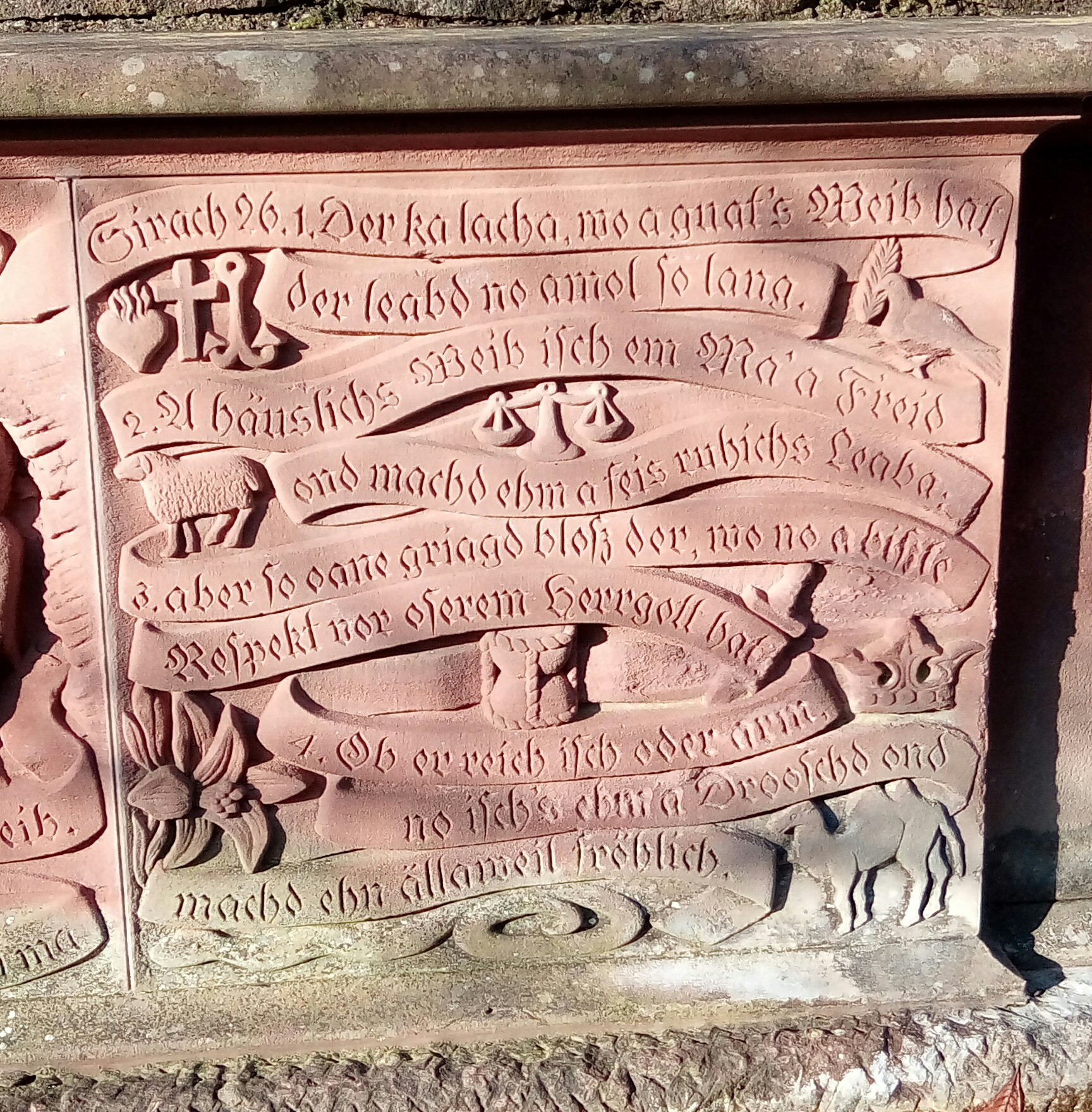
Dorfbrunnen Wattenweiler
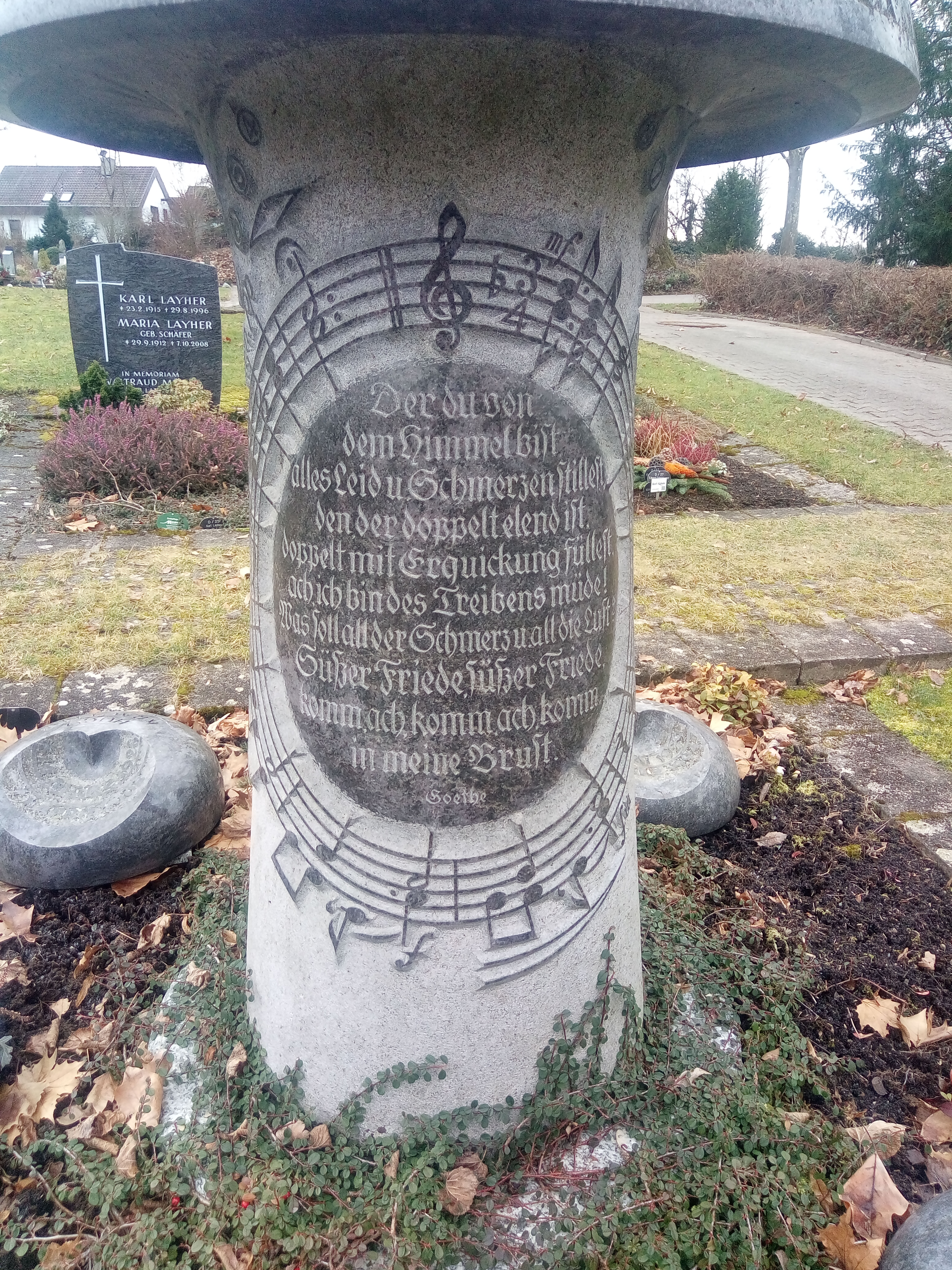
Grabmal des Künstlers in Form einer Hut-Sonnenuhr